# Clubiona sjostedti
Clubiona sjostedti este o specie de păianjeni din genul Clubiona, familia Clubionidae, descrisă de Roger de Lessert în anul 1921. Conține o singură subspecie: C. s. spinigera.